# Miłość żyje wiecznie
Miłość żyje wiecznie (hindi मोहब्बतें / Mohabbatein) – bollywoodzki dramat miłosny z 2000 roku w reżyserii Adityi Chopry. W rolach głównych wystąpili gwiazdorzy kina indyjskiego: Amitabh Bachchan i Shah Rukh Khan, którym towarzyszyła Aishwarya Rai. Zdjęcia kręcono w indyjskim stanie Maharasztra, a także w Anglii (Londyn, Oksford, hrabstwo Wiltshire) i w Szwajcarii (jezioro Amsoldingersee w kantonie Berno).
Tematem filmu jest miłość, która także wtedy, gdy ukochana umiera, trwa dalej w pamięci ukochanego i w miłości, której on pomaga objawiać się u innych. To film o godzeniu się, o przebaczaniu sobie, o tym, jak ci, co twardnieją w bólu, stają się podatni na skruchę i gotowi znów kochać i cieszyć się z miłości innych. W centrum filmu znajduje się relacja między mężczyzną (Shah Rukh Khan) a ojcem jego ukochanej (Amitabh Bachchan).

## Fabuła
Narayan Shankar (Amitabh Bachchan) to ambitny i konserwatywny dyrektor elitarnej szkoły dla chłopców, który jest kochającym ojcem Meghi (Aishwarya Rai). Kiedy dowiaduje się o uczuciu pomiędzy nią a jednym ze swoich uczniów bez żadnego spotkania wyrzuca chłopaka ze szkoły. Załamana Megha odbiera sobie życie.
Kilka lat później w szkole swoją naukę w szkole rozpoczynają Vikram, Sameer i Karan. Wszyscy trzej zakochują się, ale z powodu sztywnych reguł szkoły nie mogą spotykać się z ukochanymi. Kiedy dyrektor zatrudnia nowego nauczyciela od muzyki do szkoły powoli wkracza radość. Jaka jest tajemnica Raja Aryan'a (Shahrukh Khan) i dlaczego tak bardzo chce pokazać dyrektorowi siłę miłości?

## Muzyka i piosenki
Muzykę do filmu stworzył duet braci Pandit Jatin-Lalit. Piosenki śpiewają Lata Mangeshkar, Udit Narayan i inni.
- "Humko Humise Chura Lo"
- "Chalte Chalte"
- "Pairon Mein Bandhan"
- "Aankhen Khuli"
- "Soni Soni"
- "Zinda Rehti Hain"

## Obsada
- Amitabh Bachchan – Narayan Shankar
- Shahrukh Khan – Raj Aryan Malhotra
- Aishwarya Rai – Megha
- Uday Chopra – Vikram Kapoor/Oberoi
- Jugal Hansraj – Sameer Sharma
- Jimmy Shergill – Karan Choudhry
- Shamita Shetty – Ishika Dhanrajgir
- Kim Sharma – Sanjana
- Preeti Jhangiani – Kiran
- Anupam Kher – Kake
- Archana Puran Singh – Preeto
- Amrish Puri – Maj. Gen. Khanna (gościnny występ)
- Shefali Shetty – szwagierka Kiran
- Helen – Miss Monica (gościnny występ)
- i inni

## Nagrody

### Nagrody i nominacje Filmfare
- Nagroda Filmfare dla Najlepszego Drugoplanowego Aktora (Amitabh Bachchan)
- nominacja do nagrody za najlepszy film
- nominacja do nagrody dla najlepszego reżysera (Aditya Chopra)
- nominacja do nagrody dla najlepszego aktora (Shah Rukh Khan)
- nominacja do nagrody dla najlepszej aktorki drugoplanowej (Aishwarya Rai)
- nominacja do nagrody za najlepszą muzykę (Jatin-Lalit)
- nominacja do nagrody za najlepszy tekst piosenki (Anand Bakshi za "Humko Humise Chura Lo")

### Inne nagrody
- IIFA Awards – najlepsze kostiumy
- IIFA Awards – najlepsza historia
- Screen Award – najlepsze teksty piosenek
- Sansui Nagroda Publiczności dla Najlepszego Aktora (Shahrukh Khan)

## Ciekawostki
- Była Miss Świata z 1994 roku, Aishwarya Rai, grała już przedtem z Shah Rukh Khanem - wystąpiła jako jego siostra w filmie Namiętność (2000). Dwa lata po nagraniu Miłość żyje wiecznie stworzyli znów parę nieszczęśliwych kochanków w filmie Devdas (2002).
- W pracę nad filmem zaangażowana była rodzina Choprów. Reżyser Aditya Chopra współprodukował go z ojcem Yashem Choprą, a w filmie jedną z ról gra młodszy brat Adityi, Uday Chopra.
- Kiedy Kake próbuje uwieść Preeto, śpiewa dwie piosenki z innych słynnych filmów: "Ishq bina" (z filmu Rytm z Aishwaryą Rai) oraz "Kuch Kuch Hota Hai" (tytułowa piosenka z filmu Coś się dzieje z Shah Rukh Khanem).